# Murrayville (Australia)
Murrayville – miasto w Australii, w stanie Wiktoria.